# Elektroniczna Dokumentacja Medyczna
Elektroniczna Dokumentacja Medyczna (EDM) – zbiór danych, mogący stanowić element systemu informatycznego do obsługi szpitala (HIS – Hospital Information System) przechowujący całość lub wybrane elementy dokumentacji medycznej indywidualnej (odnoszącej się do poszczególnych pacjentów korzystających ze świadczeń zdrowotnych) i zbiorczej (odnoszącej się do ogółu pacjentów lub określonych grup pacjentów korzystających ze świadczeń zdrowotnych).
Do systemów klasy EDM zalicza się takie systemy informatyczne, w których dane gromadzone są w formie elektronicznej bazy danych. W oparciu o te dane drukowana jest dokumentacja w postaci papierowej. Taka postać stosowana była zarówno przed ogłoszeniem rozporządzenia, o którym mowa poniżej, jak również obecnie ma to miejsce we wszystkich szpitalach posiadających systemy klasy HIS.

## Elektroniczna Dokumentacja Medyczna w Polsce
Rodzaje i zakres dokumentacji medycznej (która może występować zarówno w postaci elektronicznej, jak i papierowej) został opisany w Rozporządzeniu Ministra Zdrowia z dnia 6 kwietnia 2020 r. w sprawie rodzajów, zakresu i wzorów dokumentacji medycznej oraz sposobu jej przetwarzania. Przepisy te regulują również sposób wytwarzania, przechowywania i udostępniania tej dokumentacji. Możliwość stosowania zamiennie dokumentacji papierowej, jak i elektronicznej dopuszcza ww. rozporządzenie, co dodatkowo potwierdzone jest w art. 56 ust. 1 Ustawy z dnia 28 kwietnia 2011 r. o systemie informacji w ochronie zdrowia: „Do dnia 31 lipca 2014 r. dokumentacja medyczna może być prowadzona w postaci papierowej lub elektronicznej”. Po tym terminie dokumentacja medyczna wszystkich rodzajów oraz w całym zakresie będzie musiała być prowadzona wyłącznie w postaci elektronicznej.
Na polskim rynku istnieje kilkunastu producentów oprogramowania klasy EDM, które w obecnym stanie prawnym mogą przechowywać, wytwarzać i udostępniać dokumentację medyczną w zakresie nie realizującym w całości jej definicji prawnej. Od 1 stycznia 2019 (termin ten przesunięto po raz 3) systemy klasy EDM będą musiały realizować te zadania w zakresie całkowicie zgodnym z wymaganiami ww. rozporządzenia.
Najistotniejsze zmiany dla pacjentów to w 2018 roku wprowadzenie obowiązkowych elektronicznych zwolnień lekarskich  (eZLA). Od 1 stycznia 2020 roku wchodzi w życie obowiązkowa e-Recepta, która niemal całkowicie zniesie obieg recept papierowych.
Ustawodawca poszerzył od 2019 roku krąg podmiotów zobowiązanych do prowadzenia dokumentacji medycznej o grupę fizjoterapeutów, fizjoterapeuta ma także prawo samodzielnie badać pacjenta i planować  terapię.
Od 1 lipca 2021 roku ustawodawca zobowiązał podmioty medyczne do raportowania zdarzeń medycznych (przekazywania informacji od Systemu P1 i wymiany elektronicznej dokumentacji medycznej).